# Paquito Diaz
Paquito Diaz, nome artístico de Francisco Bustillos Diaz (28 de maio de 1932 - 3 de março de 2011), foi um ator das Filipinas.